# بازگشت قهرمان
بازگشت قهرمان فیلمی به کارگردانی شاپور قریب و نویسندگی حسن خادم، محمد آفریده محصول سال ۱۳۶۹ است.

## خلاصه داستان
پدری مطلع می‌شود که فرزندش را در کردستان به اسارت گرفته‌اند و برای آزاد کردن او مبلغی باج می‌خواهند. او با همکاری اعضای خانواده و بستگان مبلغ موردنظر را تهیه می‌کند و با تلاش و زحمت خود را به محل قرار می‌رساند. اما به جای فرزند، جوانی را که همنام و همرزم فرزند او است تحویلش می‌دهند. جوان به پیرمرد اطلاع می‌دهد که شاهد بوده است فرزندش را به بیابان برده‌اند تا تیرباران کنند. پیرمرد وقتی به خانه می‌رسد فرزندش را ملاقات می‌کند که قبل از تیرباران گریخته است.

## بازیگران
- حسین خانی بیک
- مهری ودادیان
- امیر شهلا
- مهدی صباغی
- هادی معمارتهرانی
- علیرضا سوزن چی
- رضا برات زاده
- سپیده پرور
- فرزانه فاضل زاده
- مسعود جمشیدیان
- راضیه جویباری
- صدیقه شیرماهی
- غلامرضا بایران منش
- محمد الهی
- غلامرضا عارف نژاد
- تقی هاجری
- علی اکبر عیدکاهان
- حسین مشمول مقدم
- اصغر لشگری
- امیر محاسبتی
- داوود نعیمی
- غلامرضا نوروزی
- حمید خرم نژاد